# Abū l-Hasan al-Qābisī
Abū l-Hasan ʿAlī ibn Muhammad al-Qābisī al-Maʿāfirī (arabisch أبو الحسن علي بن محمد القابسي المعافري, DMG Abū l-Ḥasan ʿAlī b. Muḥammad al-Qābisī al-Maʿāfirī; geboren 30. Mai 936 Kairouan; gestorben 21. Oktober 1012 ebenda) war einer der wichtigsten mālikitischen Hadith- und Fiqh-Gelehrten Nordafrikas während der Herrschaft der Zīriden. Er war außerdem der Verfasser einer der ersten arabischen Abhandlungen zu didaktischen und erziehungswissenschaftlichen Fragen.

## Leben
Al-Qābisīs Familie gehörte dem südarabischen Stamm der Maʿāfir an. Er selbst wuchs in Kairouan auf. Seine Nisba al-Qābisī, die auf die Stadt Gabès verweist, soll er erhalten haben, weil sein väterlicher Onkel ihm den Turban nach der Art der Leute von Gabès zu binden pflegte. Al-Qābisīs wichtigste Lehrer in Ifrīqiya waren Abū l-ʿAbbās al-Ibyānī, ein Lehrer aus Tunis, der mit den Schafiiten sympathisierte, Ibn Masrūr ad-Dabbāgh, und Darrās ibn Ismāʿīl al-Fāsī, ein Anhänger der Aschʿarīya. Außerdem wurde er durch zwei fromme Männer aus al-Qairawān beeinflusst, as-Sabāʾī und al-Dschabanyānī. Im September 963 begab er sich auf eine längere Reise in den Orient, während derer auch den Haddsch verrichtete. Auf der Reise wurde er von Darrās al-Fāsī und dem Andalusier al-Asilī begleitet, die ihm, da er selbst blind war, auch als Schreiber dienten. Während seines Orient-Aufenthaltes studierte er bei verschiedenen Gelehrten in Mekka und in Ägypten.
Nach seiner Rückkehr nach Kairouan im Jahre 967 unterrichtete al-Qābisī die verschiedenen koranischen Lesarten und später auch Fiqh. Er hatte eine Vorliebe für das Werk des ägyptischen Mālikiten Ibn al-Mauwāz (gest. 883) und als Theologe Sympathien für die Aschʿarīya. Vor allem war er aber als Traditionarier aktiv und sorgte für die Verbreitung des Sahīh al-Buchārī im Maghreb. Bis heute ist eine ihm zugeschriebene Rezension des Werkes bekannt.
Nach dem Tod von Ibn Abī Zayd (gest. 996) galt al-Qābisī als der wichtigste Rechtsgelehrte von al-Qairawān. Er hatte eine überaus große Zahl von Schülern. Gegen Ende seines Lebens unterrichtete er immer noch 80 Studierende aus al-Qairawān, al-Andalus und dem Maghreb.
In den arabischen biographischen Einträgen über al-Qābisī wird vor allem seine große Frömmigkeit betont. Auch wurden Geschichten darüber erzählt, dass seine Bittgebete auf wunderbare Weise erhört wurden und ihn al-Chidr in Gestalt eines hochwüchsigen Mannes aufgesucht habe.
Al-Qābisī starb am 2. Rabīʿ ath-thānī 403 (= 21. Oktober 1012) in Kairouan und wurde auf dem Friedhof am Tunis-Tor begraben. Sein Grab wurde von der Nachwelt stark verehrt und gerne für Bittgebete aufgesucht. Auch gab es die Vorstellung, dass derjenige, der in seiner Nähe begraben wurde, keine Befragung durch Munkar und Nakīr erdulden muss. Deswegen war der Platz um sein Grab ein sehr beliebter Begräbnisort.

## Werke
Von seinen zahlreichen Werken haben sich nur drei erhalten:
- al-Mulaḫḫaṣ li-mā fī l-Muwaṭṭaʾ min al-ḥadīṯ al-musnad („Die Zusammenfassung der mit vollständigen Isnaden erhaltenen Hadithe im Muwaṭṭaʾ von Mālik ibn Anas“) Bearbeitung des Hauptwerks von Mālik ibn Anas,[5] in dem 520 Hadithe zusammengestellt sind, die Mālik mit einem vollständigen Isnad (muttaṣal) auf den Propheten zurückführte. Das Werk, das eine lange Vorrede hat, in der die Grundlagen der Hadith-Wissenschaft behandelt werden, wurde insbesondere in al-Andalus sehr geschätzt und mehrfach kommentiert.[6]
- Ar-Risāla al-mufaṣṣala li-aḥwāl al-mutaʿallimīn wa-aḥkām al-muʿallimīn wa-l-mutaʿallimīn, Traktat über die Verhaltensregeln der Lehrenden und Lernenden. Das Werk, in dem sich al-Qābisī sehr stark an das Buch Ādāb al-muʿallimīn (Die guten Sitten der Lehrenden) von Muhammad Ibn Sahnūn angelehnt hat, ist in drei Teile gegliedert. Im ersten Teil werden nach Abhandlung der Begriffe „Islam“, „Glaube“ (īmān), „gutes Handeln“ (iḥsān) und Aufrichtigkeit (istiqāma) die Vorzüge des Korans und Koran-Unterrichts behandelt. Im zweiten Teil geht es um die Entlohnung des Lehrenden, die Unterrichtsthemen und Lehrmethoden, die Notwendigkeit der Erholung in der ersten Phase der Schulausbildung. Im dritten Teil werden Lösungen für verschiedene Probleme genannt, die bei der Ausbildung und Erziehung auftreten können. Bei den einzelnen Fragen werden die jeweiligen Normen mit Koran, Sunna, Konsens der Leute von Medina und manchmal auch mit Analogieschluss begründet.[7] Das Werk wurde 1955 von Aḥmad Fuʾād al-Ahwānī unter dem Titel at-Tarbiya fī l-Islām („Erziehung im Islam“) ediert  und später ins Französische[8] und ausschnittsweise auch ins Englische[9] übersetzt.
- Al-Mumahhad fī l-fiqh, unvollendet gebliebenes Kompendium zum islamischen Recht.

In dem Werk al-Miʿyār al-muʿrib von al-Wanscharīsī haben sich außerdem zwei Fatwas von al-Qābisī erhalten, die eine wichtige Quelle für die Geschichte des Transsaharahandels zwischen Ifrīqiya und der Sudanzone im 10./11. Jahrhundert darstellen.